# Référendum sur l'élargissement du canal de Panama
Le référendum sur l'élargissement du canal de Panama a eu lieu au Panama le 22 octobre 2006 où les électeurs ont répondu favorablement pour l'agrandissement du canal de Panama.

## Contexte constitutionnel
D'après l'article 325 de la constitution panaméenne, toute proposition de construction d'un troisième ensemble d'écluse ou de canal sur la route existante, que l'Autorité du Canal de Panama (ACP) projette de faire, doit être approuvée par la branche exécutive et soumise à l'Assemblée nationale du Panama pour son approbation ou son rejet. La proposition doit être aussi soumise à un référendum national pas plus tôt que trois mois après son approbation par l'Assemblée nationale.

## Proposition
La proposition d'élargissement du canal de Panama a été présentée le 24 avril 2006 par le président Martín Torrijos au peuple panaméen après des années d'étude réalisée par l'ACP. Il sera le plus vaste projet concernant le Canal depuis sa construction. De plus, l'élargissement doublera sa capacité et permettra un trafic plus important.
Le projet créera une nouvelle route le long du Canal avec un nouvel ensemble d'écluses.
Les détails du projet comprennent les éléments suivants :
- la construction de deux systèmes d'écluses – un du côté de l'Atlantique et un autre du côté du Pacifique – chacun avec trois chambres, qui comprendront trois bassins de rétention d'eau ;
- l'excavation de nouveaux canaux d'amenée pour les nouvelles écluses et l'élargissement des canaux de navigation existant ;
- l'approfondissement des canaux de navigation et l'élévation du niveau maximal d'exploitation du lac Gatun[2].

Selon l'ACP, le projet dont le coût est estimé à 5,25 milliards de dollars, sera financé par une hausse des droits de passage.

## Règles du référendum

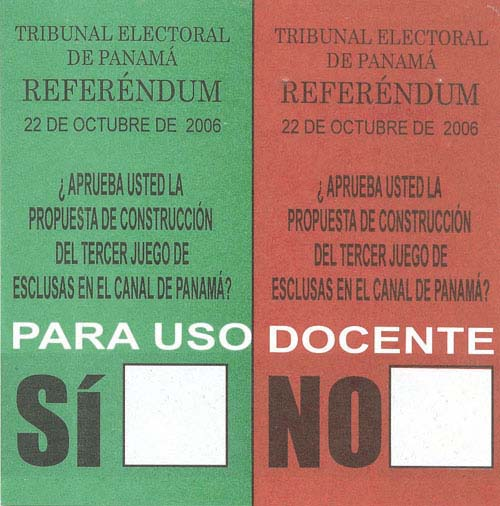
Bulletin de vote utilisé pour le référendum.

Le 18 juillet 2006 le Tribunal électoral du Panama a fait connaitre les règles du déroulement du référendum.
Le vote était prévu pour le 22 octobre 2006 entre 7 h et 16 h.
Les résultats devaient être donnés par le Tribunal électoral immédiatement après la fermeture des bureaux de vote.

### Question posée
Il était prévu d'utiliser un bulletin de vote unique pour le référendum, divisé en deux parties, avec les réponses Sí (oui) à gauche avec un fond vert et No (non) à droite avec un fond rouge. En haut de ces deux choix possibles le texte de la question posée était : 
Approuvez-vous la proposition de construction du troisième ensemble d'écluses dans le canal de Panama ?.

## Campagne
La vigoureuse opposition au projet questionna le gouvernement sur l'estimation de son coût, soulignant que 40 % de la population vit dans la misère. Mais la campagne du gouvernement pour l'élargissement, la plus grande modernisation du canal de son histoire, était plus intense. Les partisans de l’aménagement décrivaient le vote sí comme le vote pour les enfants du Panama. Ils prédisaient aux électeurs que sans l'expansion du canal, le trafic de marchandises trouverait d'autres routes et que l'économie du Panama s'en ressentirait.

## Sondages
Les dates annotées correspondent normalement aux dates de conclusion des rapports, non les dates de publication.
| Institut de sondages | Date             | Lien                                                                | Oui    | Non    | Indécis |
| Dichter & Neira      | 8 octobre 2006   | PDF                                                                 | 79 %   | 21 %   |         |
| PSM Sigma Dos        | 3 octobre 2006   | HTML                                                                | 72 %   | 21 %   | 7 %     |
| CID Gallup           | 2 octobre 2006   | « HTML »(Archive.org • Wikiwix • Archive.is • Google • Que faire ?) | 77 %   | 10 %   | 13 %    |
| PSM Sigma Dos        | 6 septembre 2006 | HTML                                                                | 66 %   | 23 %   | 11 %    |
| Dichter & Neira      | 3 septembre 2006 | HTML                                                                | 63,9 % | 24,8 % | 11,3 %  |
| Dichter & Neira      | 3 septembre 2006 | HTML                                                                | 62,7 % | 33,7 % | 3,6 %   |
| Dichter & Neira      | 6 août 2006      | HTML                                                                | 54,4 % | 17,1 % | 28,5 %  |
| PSM Sigma Dos        | 10 juillet 2006  | « HTML »(Archive.org • Wikiwix • Archive.is • Google • Que faire ?) | 66 %   | 23 %   | 11 %    |
| Dichter & Neira      | 4 juin 2006      | HTML                                                                | 57,9 % | 19,8 % | 22,3 %  |
| Dichter & Neira      | 8 mai 2006       | HTML                                                                | 57,3 % | 27,2 % | 15,5 %  |

NB : La marge d'erreur de ces enquêtes est comprise entre 2 et 2,9 %. Voir les liens spécifiques de chaque enquête pour voir les marges d'erreur associées avec chacune des enquêtes.

## Résultats
| Choix                  | Votes     | %     |
| ---------------------- | --------- | ----- |
| Pour                   | 705 144   | 77,80 |
| Contre                 | 201 247   | 22,20 |
|                        |           |       |
| Votes valides          | 906 391   | 98,09 |
| Votes blancs           | 9 966     | 1,08  |
| Votes invalides        | 7 672     | 0,83  |
| Total                  | 924 029   | 100   |
| Abstention             | 1 208 813 | 56,68 |
| Inscrits/Participation | 2 132 842 | 43,32 |